# Tandoori
Tandoori – kolorowe i wonne potrawy kuchni indyjskiej przygotowywane w glinianym piecu typu tandoor. Przed włożeniem do pieca mięso marynuje się w jogurcie i przyprawach oraz barwi na czerwono kaszmirską chili lub na żółto szafranem. Ponieważ czas pieczenia jest krótki, kolor potrawy pozostaje bardzo intensywny, zaś mięso pieczone bezpośrednio nad gorącym paleniskiem nie wysycha i pozostaje miękkie.